# Зграда покрајинске мушке гимназије (Уфа)
Зграда покрајинске мушке гимназије у Уфи је здање прве световне средње образовне установе Башкортостану у којој је била смештана Мушка гимназија  основана 1828. године. Зграда је до данас добро очувана и у њој се налази  Педијатријски факултет Башкирског државног медицинског универзитета.

## Историја

### Предуслови
Иницијатива за изградњу зграде будуће средње образовне установе у Уфи потекла је  1810. године, од вође племићке скупштине Уфе, С. В. Осоргина, са циљем да се у њој подучавају дечаци из сиромашних породица. И док је он скупштини предлаго оснивање гимназије за образовање дечака, неки други чланови скупштине  предлагали су да из Оренбурга (граду у Русији и административном центру Оренбуршке области у Поволшком федералном округу) врати четворогодишња школа, пребачена својевремено тамо из Уфе са свим покрајинским институцијама 1797. године, пошто је у Уфи по њиховом мишљењу живело много више племића него у тадашњем провинцијском центру.

### Изградња зграде гимназије
Идеја је наишла не само на искрен одјек код локалне интелигенције, већ и на веома значајну материјалну подршку, и захваљујући новцу који су сакупили филантропи Уфе и околине, изграђена је зграда  прве мушке гимназија, као прва световна средња образовна установа у Уфи, која је свечано отворена 1828. године. 
Новосаграђена двоспратна зграда гимназије која је гледала на некадашњи Саборни трг, само три године касније (1831. године), почела је да се распада због подземних вода, које су се овде превише приближиле површини земље. Да би се решио овај проблем изграђена је додатна зграда у дворишту гимназије 1835. године.  
Када су се на згради појавиле пукотине на зидовима, ова образовна установа постала је небезбедна за боравак ђака и наставн ика у њој. Морала је да се изгради  нова зграда - која је грађена у периоду од 1844. до 1845. (углавном захваљујући приватним донацијама) а коначно  завршена тек 1847. године. У овој правоугаона двоспратна згради  која се налазила у улици Болсхаиа Илинскаиа (сада у улици Заки Валиди, 47, данас се налази се Белоруски државни медицински универзитет).  Два бочна крила за директора, инспектора и туторе, као и канцеларија, изграђена су накнадно 1852. године. 
Према референтној књизи "Сва Башкирија" (1925), почетком 1920-их у згради је била  смештена 2. школа II етапе, као и плаћене групе школе I етапе. Школу је водила Лидиа Андреевна Галанова (1876-1956).
Указом Већа народних комесара БАССР од 1. августа 1932. године, други спрат са полуподрумом главне зграде ФЗО у ул. Фрунзе  47, а нешто касније и све зграде ове школе дате су на располагање новооснованом Башкирском државном медицинском институту,  а школа се преселила у зграду бивше приватне гимназије Ница-Верниковскаја на углу Централне и Болшаје Казанске (улице Лењина и Октобарске револуције, сада БДПИ названа по М. Акмули).
Дужност директора Башкирског државног медицинског института 1. октобра 1932. године, преузео је доктор Соломон Марковић Траинин, којег је именовао Народни комесаријат здравља РСФСР. Месец дана касније (15. новембра 1932. године) одржано је свечано отварање Медицинског института - трећег института у Уфи (после педагошког и пољопривредног).
Крајем 1941. године, 1. Московски медицински институт је евакуисан у Уфу, и смештен привремено у главну зграду БДМИ-а у улици. Лењина, изграђеној у периоду од 1935. до 1936. године.
Током Великог отаџбинског рата, научни потенцијал Башкортостана се значајно увећао, захваљујући научном особљу евакуисаном из Москве, Лењинграда и Украјине. У Уфи је 1943. године било 32 научне установе и 9 универзитета са укупно 1.832  запослених.

## Изгед
Главна зграда гимназије је до 1936. године била је двоспратна грађевина у обилу издуженог правоугаоник са избочинама ка дворишту. Са спољашње стране, главна зграда је рустикована, равне беле оштрице се уздижу до висине другог спрата. Правоугаони прозорски отвори првог спрата украшени су рустификацијом, прозори другог спрата обрубљени су елегантним платненим тракама.
На последњем спрату главне зграде налазила се црква, зборница, учионице, лабораторија за физику и пријемна соба за родитеље и друге посетиоце.
На првом спрату су се налазиле три радне собе, четири спаваће собе, тоалет, трособна болница, трпезарија, гардероба и мали стан за домаћицу конака, основна библиотека, соба за пензионере, шефа метеоролошке станице и друге просторије.
Због недостатка учионица 1936. године дограђен је трећи спрат изнад главне зграде и бочних крила.
Гимназијска црква „Света мученица Софија и њене три кћери Вера, Нада и Љубав“ освећена је 1865. године. Можда је то било због успостављања 1865. функције гувернера Уфске губерније: први гувернер Уфе био је Г. С. Аксаков (супруг - Софије Александровне Шишкове). Под Аксаковом (1865-1867) отворена је женска гимназија и градско позориште, основан је градски музеј и сасађена алеја липа.
Гимназија је имала основну библиотеку од 20 хиљада томова, показну ботаничку башту, збирку минерала и сопствену метеоролошку станицу. Мушка гимназија је постојала до Октобарске револуције. 
На фасади некадашње гимназије постављене су спомен плоче у част двојице њених дипломаца: академика А. Н. Заварицког и А. В. Бенедиктова.   После револуције 1917. године, у згради мушке гимназије била је медицинска школа, затим војна јединица. Када је у периоду од 1918. до 1919. године, Уфа  прешла у руке Црвених, затим Белих, војним трупама су биле потребне касарне и болнице.